# Francesc Eiximenis
Francesc Eiximenis [fɾənˈsɛsk əʃiˈmɛnis] (Gerona, c. 1330, 23 de abril de 1409, Perpiñán) fue un escritor franciscano de la Corona de Aragón.
Desde el punto de vista literario su obra tuvo una gran relevancia ya en su época. Entre sus lectores podemos encontrar a importantes personalidades de su época, como por ejemplo a los reyes de la Corona de Aragón Pedro el Ceremonioso, Juan I el Cazador y Martín I el Humano, a la reina María de Luna (mujer de Martín el Humano), y al Papa de Aviñón Benedicto XIII.

## Vida
Francesc Eiximenis  nació alrededor de 1330 quizás en Gerona. Cuando era un muy joven, entró en la orden franciscana. Su formación empezó en las escuelas de la orden franciscana en Cataluña. Después fue a las universidades más importantes de Europa: la Universidad de Oxford y la Universidad de París. En especial le influyó la Universidad de Oxford, ya que allí los franciscanos tuvieron un importante estudio. Así pues podemos considerar a diversos franciscanos ingleses (y autores británicos en general) como a los autores que más influyeron en Eiximenis. Podemos citar entre otros a Robert Grosseteste (llamado Linconiensis por Eiximenis, ya que fue obispo de Lincoln), Juan de Gales, Richard Kilvington, Alejandro de Hales, Ricardo de Mediavilla, Thomas Bradwardine, Guillermo de Ockham y Juan Duns Escoto.

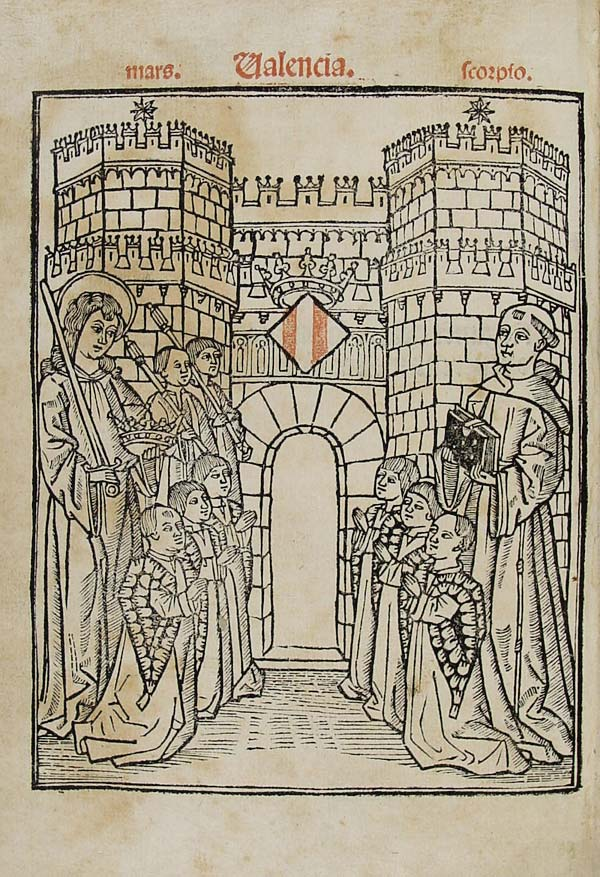
Portada de la edición incunable del Regiment de la Cosa Pública (Valencia, Cristòfor Cofman, 1499). A la derecha podemos ver a Francesc Eiximenis, que ofrece a los jurats de Valencia su libro. A la izquierda podemos ver al ángel custodio de la ciudad y reino de Valencia. Los seis Jurats de Valencia permanecen arrodillados delante de la puerta gótica de los Serranos de la antigua muralla de Valencia.

En 1371 se intentó que fuera como profesor a la Universidad de Lérida. Pero le faltaba el título de Doctor en Teología (magister in sacra pagina), y por lo tanto este intento no prosperó. Eiximenis consiguió este título en la Universidad de Toulouse el 1374 con la ayuda y el apoyo financiero del rey Pedro el Ceremonioso. 
Entonces volvió Eiximenis a Cataluña, y tuvo la consideración de respetado intelectual. Tuvo buenas relaciones con la Corte de la Corona de Aragón y también con las clases dirigentes de Barcelona y de Valencia. La mayor parte de su obra fue escrita en Valencia, donde él permaneció desde 1382 hasta 1408. Allí fue asesor de los jurats (representantes de la ciudad) y del Consell (órgano de gobierno de la ciudad).
En Valencia la actividad de Eiximenis, además de sus tareas literarias, fue incansable. 1391 fue un año muy difícil para la ciudad y reino de Valencia, ya que hubo muchos problemas sociales. Entonces organizó Eiximenis una especie de ejército de plegarias en algunos monasterios y conventos alrededor de Valencia. En 1392 recibió el encargo, junto con otras personas, de revisar los libros judíos que fueron robados durante el pogromo de 1391. Al final de 1397 fue miembro de una comisión que debía asesorar al rey Martín I sobre el Cisma de Occidente. En 1397 y 1398 tomó parte en la preparación de dos  valenciano-mallorquinas contra la piratería de los musulmanes del Norte de África. En 1399 fue Eiximenis también presidente de una comisión que pretendía la unificación de todas las escuelas de Valencia. El Consell (órgano de gobierno de Valencia) lo rechazó esto en 1400, pero se puede afirmar que este intento fue un claro precedente de la Universidad de Valencia, que fue fundada oficialmente en 1499. Los últimos años de Eiximenis en Valencia (1404–1408) fueron dedicados a la fundación y dotación del convento franciscano de Sant Esperit (en Gilet, cerca de Sagunto). Este convento fue fundado por la  María de Luna. 
Eiximenis murió en Perpiñán el 23 de abril de 1409.

## Obras

### En catalán
Nos han llegado estas obras de Eiximenis en lengua catalana: 
- Tractat d'usura (Tratado de Usura). Pequeño tratado sobre la usura según el Derecho Canónico. Este tema fue muy tratado y discutido en la Edad Media por muchos escolásticos y canonistas.
- Lo Crestià (El Cristiano). Según Curt Wittlin el nombre debería de ser Lo Cristià.[6] Fue un gran proyecto de Summa Theologica en lengua vulgar. El proyecto original consistía en 13 libros, pero solo fueron escritos 4:
  - Primer del Crestià (Primero del Cristiano). Trata de los fundamentos del cristianismo.
  - Segon del Crestià (Segundo del Cristiano). Trata sobre la tentación.
  - Terç del Crestià (Tercero del Cristiano). Trata sobre las diferentes clases de pecado y de sus remedios.
  - Dotzè del Crestià (Duodécimo del Cristiano). Trata sobre el gobierno y la política en general. El contenido no obstante es enciclopédico.
- Regiment de la cosa pública (Regimiento de la Cosa Pública). Fue un regalo de Eiximenis para los jurats (representantes de la ciudad) de Valencia, cuando vino a Valencia en 1383. Trata sobre consejos para el buen gobierno. Esta obra tiene mucha influencia del Communiloquium de Juan de Gales según Albert Hauf.[7] Esta obra se incluyó también como tercera parte del Dotzè del Crestià.
- Llibre dels àngels (Libro de los Ángeles). Es un tratado completo sobre angelología con muchas reflexiones políticas. Este libro fue dedicado al caballero valenciano Pere d'Artés.
- Llibre de les dones (Libro de las mujeres). Al principio es un manual para la educación femenina. Pero cuatro quintas partes del libro tratan de teología y de los fundamentos de la moral católica. Este libro fue dedicado a la condesa de Prades, Sanxa Ximenes d'Arenós.
- Vida de Jesucrist (Vida de Jesucristo). Es una biografía de Jesucristo con reflexiones teológicas y contenido contemplativo también. Este libro tuvo mucha influencia de las Mediationes Vitae Christi del Pseudo-Buenaventura y del vehemente franciscano Ubertino de Casale según Albert Hauf.[8] Este libro también fue dedicado al mecenas valenciano Pere d'Artés.
- Scala Dei o Tractat de contemplació (Escalera hacia Dios o Tratado de Contemplación). Es un pequeño tratado sobre moral y teología. Este libro fue dedicado a la reina María de Luna.
- Dos cartas autógrafas de Eiximenis en catalán (del 15.07.1392 y del 12.03.1396) también nos han llegado. La primera carta (15.07.1392) fue dirigida al rey Martín I (que en aquel momento era sólo infante), y tiene interés, ya que Eiximenis le da en esta carta consejos para su buen gobierno en Sicilia.

### En latín
- De Triplici Statu Mundi (Sobre los tres estados del mundo). Es un pequeño tratado escatológico. Se duda no obstante de la autoría de Eiximenis de esta obra.
- Allegationes (Alegaciones). En Valencia hubo un conflicto entre la Iglesia y el Estado. Se pidió la opinión de diversas personalidades sobre esto. Esta es la parte que corresponde a Eiximenis. Aquí muestra Eiximenis un punto de vista teocrático muy fuerte.
- Un fragmento de su Summa Theologica. El fragmento que nos ha llegado es muy corto no obstante. Trata de diversos temas teológicos.
- Ars Praedicandi Populo (Manual para la predicación al pueblo). Es un muy interesante manual para la predicación.
- Un sermón (o una parte suya).
- Pastorale (Pastoral). Trata de consejos para sacerdotes y obispos, siguiendo el clásico Pastorale de San Gregorio el Grande. Este libro fue dedicado al obispo de Valencia Hug de Llupià.
- Psalterium alias Laudatorium Papae Benedicto XIII dedicatum (Psalterio o Laudatorio dedicado al papa Benedicto XIII). Es una colección de 344 oraciones. Como indica el título, este libro estaba dedicado al papa de Aviñón Benedicto XIII.

Hay otros dos libros que están atribuidos a Eiximenis: el Cercapou, y la Doctrina compendiosa. La Doctrina Compendiosa tiene no obstante una influencia muy grande de las teorías políticas de Eiximenis. Hubo también una adaptación del Llibre de las Dones al castellano, llamada Carro de las Donas.
Las obras de Eiximenis tuvieron un gran éxito en su época. Así lo demuestran los más de 200 manuscritos de sus obras que han llegado hasta hoy. Otro ejemplo fue el Psaltiri devotíssim (Traducción al catalán de 100 de las 344 oraciones del Psalterium alias Laudatorium). La edición incunable de este libro fue de 2000 ejemplares, es decir el doble de las dos ediciones del Tirant lo Blanch juntas (Valencia 1490 y Barcelona 1497). Fue pues la edición incunable con más tirada de la literatura catalana medieval.
Hubo también muchas traducciones de los siglos XV y XVI. El Llibre de les Dones fue traducido al castellano. Una de las traducciones castellanas fue utilizada para la educación de las cuatro hijas de los Reyes Católicos. El Llibre dels Àngels tuvo un gran éxito internacional, y fue traducido a diversas lenguas: castellano, latín, francés e incluso al flamenco (el único libro de la literatura catalana medieval traducido a esta lengua). Y la Vida de Jesucrist fue traducida al castellano y al francés. 
Hay otros dos ejemplos que muestran la difusión internacional de las obras de Eiximenis. En primer lugar, la traducción al francés del Llibre dels Àngels fue el primer libro que en 1478 fue impreso en Ginebra. En segundo lugar, la traducción castellana de la Vida de Jesucrist fue el primer libro que fue impreso en Granada en 1496 después de la conquista de la ciudad por parte de los Reyes Católicos.

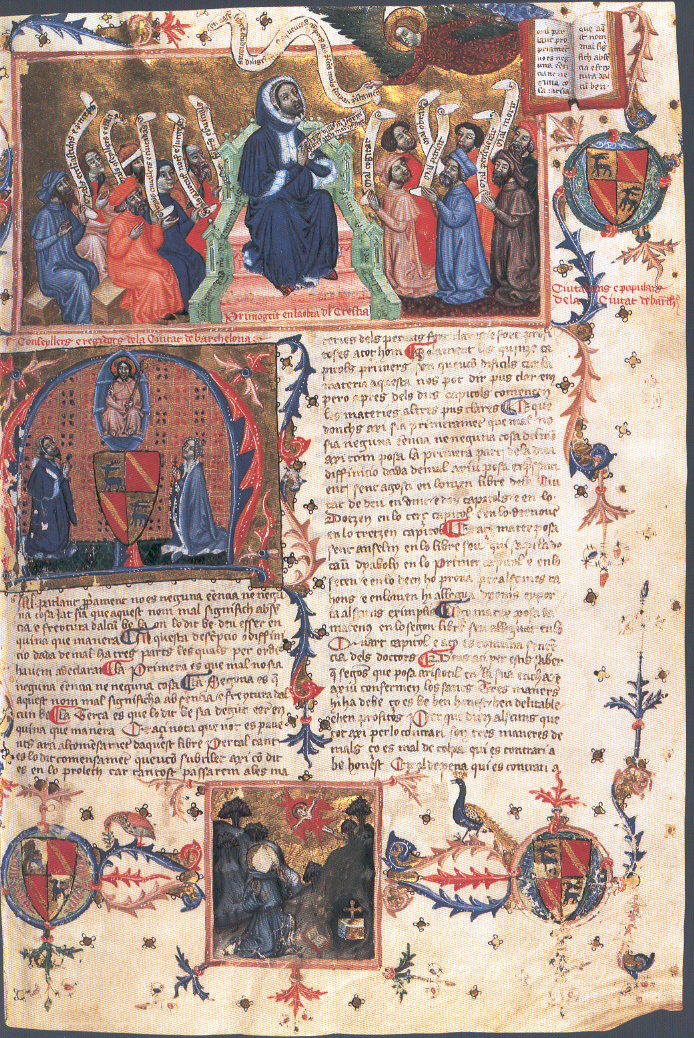
Inicio del Terç del Crestià según el manuscrito 1792 de la Biblioteca Nacional de Madrid. Este manuscrito contiene los capítulos 1-523 de este libro, que tiene en total 1060 capítulos.

### Ediciones digitales de sus obras

#### Manuscritos
- Primera mitad (capítulos 1-523) del Terç del Crestià (BNC, ms. 457). (en catalán)
- Llibre dels Àngels (Universidad de Barcelona, Fons de reserva, ms. 86). (en catalán)
- Vida de Jesucrist (BNC, mss. 459-460). (en catalán)
- Scala Dei (Universidad de Barcelona, Fons de reserva, ms. 88). (en catalán)

#### Incunables
- Primer del Crestià (Valencia, Lambert Palmart, 1483). (en catalán)
- Primera mitad (Capítulos 1-473) del Dotzè del Crestià (Valencia, Lambert Palmart, 1484). (en catalán)
- Regiment de la cosa pública, (Valencia, Cristòfor Cofman, 1499). (en catalán)
- Llibre dels àngels, (Barcelona, Joan Rosembach, 1494). (en catalán)
- Llibre de les Dones, (Barcelona, Joan Rosembach, 1495). (en catalán)
- Traducció castellana de la Vida de Jesucrist, (Granada, Meinard Ungut y Johannes Pegnitzer, 1496).
- Traducción castellana del Llibre dels àngels (El título es Libro de los santos ángeles. Burgos, Fadrique de Basilea, 1490).
- Pastorale (Barcelona, Pere Posa, 1495). (en latín)
- Scala Dei (Barcelona, Diego de Gumiel, 1494). (en catalán)
- Traducción francesa del Llibre dels Àngels (Ginebra, Adam Steinschaber, 1478). (en francés)
- Traducción francesa del Llibre dels Àngels (Lyon, Guillaume Le Roy, 1486). (en francés)

#### Ediciones antiguas
- Traducción castellana del Llibre dels Àngels (el título es La Natura Angélica. Alcalá de Henares, Miguel de Eguía, 1527).

#### Ediciones modernas y transcripciones
- Gascón Urís, Sergi. "Les cartes episcopals de Francesc Eiximenis (I)", en Actas del Congreso Internacional de la AHLM (A Coruña, 18-22 de setembre de 2001), vol. II, Universidade de Santiago de Compostela-Touxosoutos, S.L., Coruña 2005, pp. 337–52. ISBN: 84-96259-74-9. D.L.: C-2072-2005.
- Gascón Urís, Sergi. "La 'Crònica d'Aragón' (València 1524) i les cartes autògrafes d'Eiximenis", en Actes del Dotzè Col·loqui Internacional de Llengua i Literatura Catalanes. Barcelona: Publicacions de l'Abadia de Montserrat, vol. 2 (2003), pp. 31–45. ISBN 84-8415-524-2.
- Gascón Urís, Sergi. Estudi de manuscrits i incunables del Llibre dels àngels. Tesina (TFG) (UAB, Bellaterra, 1988).
- Gascón Urís, Sergi. "Estudi codicològic i edició paleogràfica d'un nou bifoli del "Libre dels Àngels" d'Eiximenis (Arxiu del Monestir de Sant Pere de les Puel·les)", en Homenatge a Joseph Gulsoy: [Estudis de Llengua i Literatura Catalanes, LV, Vol. 2, 2007, ISBN 978-84-8415-897-4, pàgs. 33-72.
- Gascón Urís, Sergi. Edició crítica del 'Libre dels àngels' (1392) de Francesc Eiximenis. Introducció, catàleg de manuscrits, índexs d'autors, toponímic, bíblic i temàtic. Tesis doctoral (UAB, Bellaterra, 1992). Ed. en microfichas (UAB, Bellaterra, 1993). ISBN 84-7929-371-3. [BAV, Cataloghi: https://opac.vatlib.it/all/search?sm=os&k_v=sergi+gascon+uris&k_f=0; UB, BC, URL: BMontserrat, UG].
- Archivado el 5 de noviembre de 2016 en Wayback Machine. Pastorale. Transcripción y traducción al catalán. Tesis doctoral de Montserrat Martínez Checa (UAB, Bellaterra, 1994). (en latín) (en catalán)
- De triplici statu mundi (Edición de Albert Hauf). (en latín)
- Summa theologica (Edición de León Amorós, OFM). (en latín)
- Cartas manuscritas (15.07.1392 y 12-03.1396. Edición de Sadurní Martí). (en catalán)
- Psalterium alias Laudatorium (Toronto, PIMS, 1988. Edición de Curt Wittlin). (en latín) (en inglés)
- Lo Llibre de les Dones (Barcelona, Curial, 1981. Edición de Curt Wittlin). (en catalán)
- De Sant Miquel Arcàngel (5º tratado del Llibre dels Àngels. Barcelona, Curial, 1983. Edición de Curt Wittlin). (en catalán)

#### Obras completas
- Obras completas de Francesc Eiximenis (en catalán y en latín). (en catalán) (en latín)

### Otras ediciones
- Obras digitalizadas de Francesc Eiximenis en la Biblioteca Digital Hispánica de la Biblioteca Nacional de España

### Traducciones modernas
al francés :
- Contes et fables, Éditions de la Merci, 2009 (ISBN 978-2-9531917-2-1) (en francés)
- Le Chrétien, Éditions de la Merci, 2010 (ISBN 9782953191769) (en francés)
- L'art de manger, boire et servir à table, Éditions de la Merci, 2011 (ISBN 9782953191783) (en francés)
- Le Gouvernement de la République, Éditions de la Merci, 2012 (ISBN 9791091193009) (en francés)
- Saint Michel Archange, Éditions de la Merci, 2015 (ISBN 9791091193078) (en francés)

### Biografías digitales
- (en catalán) Biografía de Eiximenis en www.eiximenis.tk
- Biografía de Eiximenis en www.eiximenis.tk
- (en catalán) Información sobre Francesc Eiximenis en Narpan.
- (en catalán) Información sobre Francesc Eiximenis en la web de la Universidad Abierta de Cataluña
- (en catalán) Información sobre Francesc Eiximenis en la web CulturCat, que depende de la Generalidad de Cataluña. También hay versiones en castellano, en inglés, en francés y en occitano
- Entrada "Francesc Eiximenis" en la web de la Enciclopedia Franciscana. Se recogen muchos artículos biográficos de Francesc Eiximenis.

### Artículos digitales sobre Eiximenis
- Fray Francisco Eiximenis: Su significación religiosa, filosófico-moral, política y social, Artículo de Tomás Carreras Artau en Annals de l'Institut d'Estudis Gironins 1 (1946).
- Perfil espiritual de Eiximenis Artículo del fraile capuchino Nolasc del Molar en Revista de Girona 22 (1963).
- (en italiano) L’autocomprensione della comunità politica in Francesc Eiximenis, Artículo de Paolo Evangelisti, en Enrahonar 42 (2009).
- Orígenes del pactismo republicano, Artículo sobre Francesc Eiximenis de Salvador Giner (Presidente del Institut d'Estudis Catalans), en El País (13.01.2010).

- Datos: Q1310633
- Multimedia: Francesc Eiximenis / Q1310633